# Daumeray
Daumeray é uma ex-comuna francesa na região administrativa da Pays de la Loire, no departamento de Maine-et-Loire. Estendeu-se por uma área de 40,53 km². Em 2010 a comuna tinha 1 529 habitantes (densidade: 37,7 hab./km²).
Em 1 de janeiro de 2017 foi fundida com a comuna de Morannes-sur-Sarthe para a criação da nova comuna de Morannes sur Sarthe-Daumeray.